# Joseph Lister
Joseph Lister (Upton, 5 april 1827 – Walmer, 10 februari 1912) was een Brits chirurg die zijn vakgebied transformeerde door antiseptische praktijken toe te passen en te propageren. Dit bracht het aantal postoperatieve infecties drastisch naar beneden.

## Leven
Lister was de zoon van Joseph Jackson Lister, uitvinder van de samengestelde microscoop, en groeide op in een Quakermilieu. Hij studeerde aan het University College in Londen en kreeg in 1847 zijn graad. Zijn carrière werd vervolgd als medisch student, in 1852 werd hij chirurg. In het University College Hospital had hij de leiding over een afdeling waar, zoals in andere ziekenhuizen in die tijd, veel gevallen van gangreen voorkwamen. Hij probeerde daarvoor verschillende behandelmethoden. Ook onderzocht hij weefsel van de wond onder de microscoop en kwam tot de overtuiging dat het om een infectieziekte ging.

## Infecties
Om Listers verdiensten te begrijpen is het van belang de manier van chirurgisch werken in die tijd te kennen. Halverwege de 19e eeuw had de introductie van de anesthesie het mogelijk gemaakt patiënten zonder pijn te opereren waardoor de chirurg niet langer verplicht was om snel te werken. Hij kon nu ingewikkelde en langdurige operaties uitvoeren. Dit leek chirurgisch een voordeel, maar het infectiegevaar groeide als gevolg van het langdurig opereren. Dat operatiewonden direct (“per primam”) genazen was al zeer zeldzaam. Maar door de ingewikkelder operaties nam kans op ziekte en overlijden door sepsis toe. Pusvorming en bloedvergiftiging met sepsis als gevolg eisten vele levens van geopereerde patiënten. Dit nam soms de omvang aan van ware ziekenhuisepidemieën, waardoor patiënten bang werden voor het ziekenhuis en de meest kundige chirurgen twijfelden aan hun werk.
Toen Lister in 1860 werd benoemd voor de leerstoel van chirurgie in Glasgow waren de infectieproblemen in het ziekenhuis groot. Hij zorgde voor het openhouden van de ramen, volgens de theorieën van buitenlucht van Florence Nightingale, er werd voorzien in stapels schone handdoeken, het baatte niet. Ook het bouwen van nieuwe ziekenhuizen en strikt toepassen van huishoudelijke hygiëne losten de problemen niet op. Lister begreep toen dat niet alleen het ziekenhuis de oorzaak vormde, maar dat ook de chirurgen en hun instrumenten bijdroegen aan de infectie. Aanvankelijk verdacht Lister de zuurstof in de lucht die oplost in de weefsels als een belangrijke factor, en om lucht de toegang te ontzeggen was onmogelijk. Een ongecompliceerde fractuur van een been, waarbij de huid gesloten blijft, kan goed genezen, terwijl een gecompliceerde botbreuk, met open huid en toegang tot het inwendige, slecht afliep. Bij amputeren van zo'n been, overleed de patiënt in een groot deel van de gevallen aan bloedvergiftiging.

## James Syme
Van de chirurg James Syme in Edinburg leerde Lister het gunstige effect van het droog verbinden van de wond, in vergelijking met het waterverband dat gebruikelijk was in het University College. Ook bleek dat de primaire genezing van de wond vaak onmogelijk was door het gebruik van zijden hechtmateriaal, omdat de hechtingen uit de wond pusten. De verhouding met Syme was heel goed, Lister trouwde Symes dochter Agnes, voor wie hij zijn religie verruilde voor die van de Schotse Episcopale kerk.
In zijn toespraak in Parijs ter gelegenheid van het 13e Internationale Congress of Medicine in 1900, zei Lister dat hij niet meer had gedaan dan het toepassen van de ontdekkingen van Pasteur op de chirurgie. Hij had van Pasteur twee ideeën overgenomen:
1. het vergaan van organische substanties is toe te schrijven aan de werking van microscopische kiemen, en
2. evenmin als andere levensvormen kan deze microscopische vorm van leven uit zichzelf ontstaan.

Dat lucht de toegang tot de wond niet ontzegd kon worden was duidelijk, maar het zou mogelijk moeten zijn micro-organismen de toegang te ontnemen. De eerste pogingen werden ondernomen met het toepassen van carbolzuur (fenol), dat volgens een krantenbericht werkzaam was gebleken de stank van rioollucht in het Engelse plaatsje Carlisle te doen verminderen. Het werd onverdund op de wond toegepast waardoor een korst ontstond, waarop dagelijks opnieuw desinfectans werd aangebracht tot genezing. De resultaten waren bemoedigend. Hoewel carbolzuur door zijn bijtende eigenschappen ongeschikt is voor gebruik in de algemene chirurgie, had Lister de desinfectie, het onschadelijk maken van ziekteverwekkers die zich aan de oppervlakte van het lichaam of een voorwerp bevinden, ontdekt. Voor het toepassen in abcessen en geïncideerde (met chirurgische gemaakte) wonden moest het worden gemengd met een inerte stof; de zoektocht daarnaar nam vele jaren aan experimenten in laboratorium en op de afdeling. Op zeker moment werd geprobeerd de lucht kiemvrij te krijgen door een waterige oplossing van carbolzuur te vernevelen. Lister vond hiertoe de fenolverstuiver uit, die later werd ontwikkeld tot een grote koperen verstuiver op een driepoot, de "donkey machine". De resultaten waren beter dan ooit tevoren, hetgeen het gebruik van deze methode stimuleerde. Maar verder onderzoek bracht Lister aan het twijfelen over de betekenis van kiemvrije lucht. Dat gold niet voor de toepassing van 5%-oplossing van carbolzuur waarmee de chirurgen de handen desinfecteren. Het ontstaan van contact-dermatitis bracht hem ertoe Charles Goodyear te vragen rubber handschoenen te maken, waarmee de huidige traditie van de chirurgische handschoen werd geïntroduceerd.

## Hechtingen
Het was lang de chirurgische gewoonte om zijden draad of vlasdraad te gebruiken om bloedvaten af te binden, waarbij de draden lang werden gelaten om de pus langs te laten aflopen. Lister hoopte dat de draden door de toegepaste antisepsis vrij waren van micro-organismen, waardoor geen pusvorming zou optreden. Zij zouden dan kort kunnen worden afgeknipt en permanent worden ingebed in het weefsel. Dit werd met succes uitgevoerd op de halsslagader van een paard. Ook bij toepassing op een aneurysma van een slagader bij een patiënt leek het doelmatig. Maar toen de patiënt een jaar later overleed aan een andere oorzaak bleek bij lijkschouwing dat de zijden draad volledig was geresorbeerd. Dat bracht Lister op het idee om voor het onderbinden van bloedvaten materiaal te gebruiken dat sneller kan worden geresorbeerd. Dat door de antiseptische behandeling dood weefsel wordt geresorbeerd door de omringende gezonde weefsels zolang het wordt beschermd tegen pusvorming, bracht hem vervolgens op het idee organisch materiaal hiervoor te kiezen. Catgut (oorspronkelijk “kattendarm”), dat wordt gemaakt uit de dunne darm van schapen en dat bewaard wordt in carbolzuur, paste hij toe op de halsslagader van een kalf. Het dier werd een maand later gedood en bij onderzoek werd een goed resultaat aangetroffen. Het catgut had tijdens zijn geleidelijke resorptie gezorgd voor de vorming van bindweefsel dat de ligatuur van de halsslagader organisch in stand hield. De wond was genezen zonder spoor van pusvorming. Dit succes rechtvaardigde het gebruik van catgut. In 1869 volgde Lister zijn schoonvader Syme op voor de leerstoel klinisch chirurgie van Edinburg. In 1877 werd hij hoogleraar in Londen (King's College). In 1896 stopte Lister zijn praktijk, maar niet zijn onderzoek. Tussen 1895 en 1900 was hij President van de Royal Society. Hij ontving diverse ere-benoemingen en in 1883 werd hij tot “baronet” benoemd. In 1902 kreeg hij de Copley Medal. Ondanks zijn indrukwekkende ontdekkingen maakten zijn ideeën maar langzaam school in Engeland. Duitse toonaangevende chirurgen waren de eersten die de nieuwe ideeën in praktijk brachten; al in 1875 werden ter ere van Lister in München en Leipzig festivals gehouden. Ook in Frankrijk werd hij bewonderd.

## Ignaz Semmelweis
Het verband met Ignaz Semmelweis is van historische betekenis. Diens onderzoek op het gebied van de antisepsis ter voorkoming van kraamvrouwenkoorts begon in 1847 in Wenen. Zijn eerste publicatie zou pas volgen in 1861, vier jaar voor zijn dood. Deze publicatie werd door vakgenoten echter slecht ontvangen en nog lang daarna bleef Semmelweis, zelfs in Hongarije en Duitsland, onbekend. Omstreeks 1875 werd de techniek van Lister breed toegepast, ook in Hongarije waarbij de naam van Semmelweis niet werd genoemd. Duka, een Hongaars arts die in Londen werkte, schreef in die tijd een biografie over Semmelweis, die hij opstuurde naar Lister. Lister beschouwde vanaf dat moment Semmelweis als zijn voorganger, hoewel Semmelweis zich niet bewust was geweest van de rol van micro-organismen: “Zonder Semmelweis zou mijn werk zonder betekenis zijn.”

## Vernoemingen
Listerine mondwater is naar hem genoemd vanwege zijn onderzoek. Ook is het microbiologische genus Listeria naar hem genoemd, waartoe Listeria monocytogenes behoort, de bekende door voedingsmiddelen overdraagbare ziekteverwekker.
Het Royal College of Surgeons of England heeft na de dood van Lister een prijs ingesteld, de Lister Medal. Sinds 1924 werd deze ieder drie jaar, vanaf 1990 minder frequent, aan een uitmuntend en baanbrekend chirurg toegekend. Het wordt in de wereld van de medische wetenschap als een grote eer beschouwd, wanneer men deze prijs ontvangt. De prijswinnaar wordt geacht, in het jaar, volgend op dat, waarin hij of zij de Lister Medal ontving, een lezing te houden. Kreeg hij of zij de prijs voor bijvoorbeeld een ontdekking op het gebied van de hersenchirurgie, dan moet de lezing ook die ontdekking behandelen.